# Coupe de l'EHF féminine 2011-2012
Navigation
Coupe de l'EHF 2010-2011 Coupe de l'EHF 2012-2013
La Coupe de l'EHF 2011-2012 est la trente-et-unième édition de la Coupe de l'EHF féminine, compétition de handball créée en 1981 et organisée par l'EHF.

## Formule
La coupe de l'EHF est aussi appelée la C3. Il faut pour chaque équipe engagée franchir les sept tours de l’épreuve pour brandir le trophée. Toutes les rencontres se déroulent en matches aller-retour.
La coupe de l'EHF intègre vingt-huit équipes qualifiées par leurs fédérations nationales lors du troisième tour et quatre autres équipes issues d’un tour de qualification à huit équipes. Elle est généralement considérée comme la seconde coupe d’Europe en termes de niveau de jeu.

## Résultats

### Tour préliminaire
| Date Aller              | Club                     | Aller   | Total   | Retour  | Club                    | Date Retour           |
| ----------------------- | ------------------------ | ------- | ------- | ------- | ----------------------- | --------------------- |
| 1er octobre 2011, 20h00 | HB Dudelange             | 36 - 10 | 73 - 30 | 37 - 20 | HC Aradhippou           | 8 octobre 2011, 18h00 |
| 1er octobre 2011, 19h00 | SG Witasek Kärnten       | 31 - 21 | 62 - 40 | 31 - 19 | Université de Podatkova | 2 octobre 2011, 10h30 |
| 2 octobre 2011, 20h30   | Maccabi Arazim Ramat Gan | 21 - 35 | 43 - 58 | 22 - 33 | Bnei Hertzeliya         | 4 octobre 2011, 20h30 |
| 8 octobre 2011, 17h00   | Arkatron Minsk           | 33 - 24 | 62 - 47 | 29 - 23 | KHF Prishtina           | 9 octobre 2011, 17h00 |

### Seizièmes de finale
Les 4 équipes du tour préliminaire qualifiées pour les seizièmes de finale sont HB Dudelange (), SG Witasek Kärnten (), Bnei Hertzeliya () et Arkatron Minsk ().
La coupe de l'EHF intègre vingt-huit équipes directement qualifiées pour les seizièmes de finale :
- DHW Antwerpen
- BNTU-BelAZ Minsk Reg.
- SPE Strovolos
- KIF Vejen
- Team Esbjerg
- Team Tvis Holstebro
- Balonmano Bera Bera
- CB Mar Alicante
- HBC Nîmes
- Mios-Biganos HB
- Francfort HC
- TSV Bayer 04 Leverkusen
- Anagennis Artas
- Békéscsabai Előre NKSE
- Váci NKSE
- ŽRK Vardar Skopje
- Succes Schoonmaak VOC Amsterdam
- SPR Lublin
- ADA Colegio Joao de Barros
- CSM Bucarest
- HC Zalău
- Astrakhanochka Astrakhan
- HC Lada Togliatti
- ŽRK Naisa Niš
- TV Zofingen
- Lugi HF
- Maliye Milli Piyango SK
- HC Karpaty Oujhorod

Les résultats de ce troisième tour sont :

### Huitièmes de finale
| Date Aller      | Club                    | Aller   | Total   | Retour  | Club                     | Date Retour     |
| --------------- | ----------------------- | ------- | ------- | ------- | ------------------------ | --------------- |
| 4 février 2012  | Team Esbjerg            | 28 - 27 | 52 - 54 | 24 - 27 | Team Tvis Holstebro      | 11 février 2012 |
| 11 février 2012 | TSV Bayer 04 Leverkusen | 29 - 22 | 51 - 44 | 22 - 22 | Astrakhanochka Astrakhan | 12 février 2012 |
| 4 février 2012  | Maliye Milli Piyango SK | 35 - 28 | 55 - 52 | 20 - 24 | Váci NKSE                | 12 février 2012 |
| 4 février 2012  | CB Mar Alicante         | 22 - 25 | 47 - 44 | 25 - 19 | Békéscsabai Előre NKSE   | 5 février 2012  |
| 5 février 2012  | Mios-Biganos HB         | 27 - 27 | 51 - 55 | 24 - 28 | HBC Nîmes                | 11 février 2012 |
| 5 février 2012  | KIF Vejen               | 30 - 30 | 51 - 50 | 21 - 20 | Francfort HC             | 12 février 2012 |
| 11 février 2012 | CSM Bucarest            | 24 - 27 | 44 - 55 | 20 - 28 | HC Zalău                 | 12 février 2012 |
| 5 février 2012  | HC Lada Togliatti       | 28 - 22 | 62 - 57 | 34 - 35 | Balonmano Bera Bera      | 11 février 2012 |

### Quarts de finale
| Date Aller  | Club                | Aller   | Total   | Retour  | Club                    | Date Retour  |
| ----------- | ------------------- | ------- | ------- | ------- | ----------------------- | ------------ |
| 3 mars 2012 | KIF Vejen           | 35 - 25 | 60 - 57 | 25 - 32 | TSV Bayer 04 Leverkusen | 11 mars 2012 |
| 3 mars 2012 | HBC Nîmes           | 24 - 27 | 53 - 56 | 25 - 25 | HC Zalău                | 11 mars 2012 |
| 4 mars 2012 | Team Tvis Holstebro | 42 - 34 | 72 - 72 | 30 - 38 | HC Lada Togliatti       | 10 mars 2012 |
| 3 mars 2012 | CB Mar Alicante     | 26 - 26 | 52 - 46 | 26 - 20 | Maliye Milli Piyango SK | 10 mars 2012 |

### Demi-finales
Le tirage au sort des demi-finales a eu lieu le mardi 12 mars 2012 à Vienne (Autriche)  :
| Date Aller     | Club              | Aller   | Total   | Retour  | Club      | Date Retour  |
| -------------- | ----------------- | ------- | ------- | ------- | --------- | ------------ |
| 1er avril 2012 | HC Lada Togliatti | 21 - 16 | 43 - 37 | 22 - 21 | KIF Vejen | 8 avril 2012 |
| 30 mars 2012   | CB Mar Alicante   | 20 - 30 | 46 - 54 | 26 - 24 | HC Zalău  | 31 mars 2012 |

### Finale
| Date Aller | Club              | Aller   | Total   | Retour  | Club     | Date Retour       |
| ---------- | ----------------- | ------- | ------- | ------- | -------- | ----------------- |
| 5 mai 2012 | HC Lada Togliatti | 30 - 24 | 51 - 44 | 21 - 20 | HC Zalău | 12 ou 13 mai 2012 |

#### Match aller
| 5 mai 2012 17 h 00 | HC Lada Togliatti | 30 - 24   | HC Zalău     | Sportkomplex USK "Olimp", Togliatti (Russie) Affluence : 2 700 Arbitrage : I. Pavicevic, M. Raznatovic |
| 5 mai 2012 17 h 00 | Bliznova 8        | (15 - 14) | Ciuciulete 9 | Sportkomplex USK "Olimp", Togliatti (Russie) Affluence : 2 700 Arbitrage : I. Pavicevic, M. Raznatovic |
| 5 mai 2012 17 h 00 | ×2                | Rapport   | ×3 ×5        | Sportkomplex USK "Olimp", Togliatti (Russie) Affluence : 2 700 Arbitrage : I. Pavicevic, M. Raznatovic |

#### Match retour
| 13 mai 2012 17 h 00 | HC Zalău     | 20 - 21  | HC Lada Togliatti | Sport Hall Zalău, Zalău (Roumanie) Arbitrage : S. Cohen, Y. Peretz |
| 13 mai 2012 17 h 00 | Ciuciulete 5 | (10 - 8) | Bliznova 4        | Sport Hall Zalău, Zalău (Roumanie) Arbitrage : S. Cohen, Y. Peretz |
| 13 mai 2012 17 h 00 | ×3           | Rapport  | ×3 ×6             | Sport Hall Zalău, Zalău (Roumanie) Arbitrage : S. Cohen, Y. Peretz |

## Les championnes d'Europe
| Championne Coupe d'Europe de l'EHF 2011-2012 HC Lada Togliatti 1er titre |